# Luís Felipe Garrocho
Luís Felipe Garrocho (Minas Gerais, 6 de março de 1986) é um professor e quadrinista brasileiro, mestre em Comunicação Social.
Formado em História pela Universidade Federal de Minas Gerais, tem mestrado pela mesma instituição na linha de textualidades midiáticas. Com Eduardo Damasceno, criou o site Quadrinhos Rasos, que publica webcomics a partir de letras de música. Também publica, sozinho, as tiras "Bufas Danadas", no blog de mesmo nome.
Em 2012, ganhou o 24º Troféu HQ Mix na categoria "Homenagem especial" pela graphic novel Achados e Perdidos, feita em parceria com Eduardo e Bruno Ito (responsável pelas músicas do CD que acompanha o livro). Em 2013, lançou com Damasceno a graphic novel infantil Cosmonauta Cosmo. No mesmo ano a dupla foi convidada para participar do projeto Graphic MSP com a HQ "Bidu - Caminhos", lançada em 2014.
Atualmente é professor do curso de graduação em Jogos Digitais da Pontifícia Universidade Católica de Minas Gerais (PUC-MG) e participou do SBGames 2019, o Simpósio Brasileiro de Jogos e Entretenimento Digital, que aconteceu de 28 a 31 de outubro, no Rio de Janeiro. Foi premiado neste evento como melhor artigo científico com o trabalho: A Regulamentação das Loot Boxes no Brasil: Considerações Éticas e Legais acerca das Microtransações e dos Jogos de Azar. 
1. ↑  «Luís Felipe Garrocho». UGRAFEST. Consultado em 26 de abril de 2018
2. ↑  «Luís Felipe Matsya de Aruanda Ramos Garrocho». Escavador. Consultado em 26 de abril de 2018
3. 1 2  «Quadrinhos musicais». O Globo. 16 de janeiro de 2012
4. ↑  «HQ: Achados e Perdidos». Folha de S. Paulo: Guia Folha 36. 26 de maio de 2012
5. ↑  «Achados e Perdidos, de Eduardo Damasceno, Luís Felipe Garrocho e Bruno Ito». Interrogação. Maio de 2012
6. ↑  «Anunciados os vencedores do HQMix». HQ Maniacs. 19 de junho de 2012. Consultado em 8 de março de 2015. Arquivado do original em 24 de março de 2014
7. ↑  «Cosmonauta Cosmo!». Universo HQ. 4 de outubro de 2013
8. ↑  «Surpresas no anúncio dos novos volumes do selo Graphic MSP». Universo HQ. 15 de novembro de 2013
9. ↑  «Resenha: Bidu – Caminhos, Desafios e Escolhas». Revista O Grito. 26 de agosto de 2014
10. ↑  Luís Felipe Garrocho (2010). «Bufas Danadas.». Luís Felipe Garrocho. Consultado em 19 de junho de 2015
11. ↑  PUC. «Site PUC-MG»